# Font de la Casanova
La Font de la Casa Nova és una surgència del terme municipal de Monistrol de Calders, al Moianès.
Està situada a 509 metres d'altitud, a prop i a l'est-sud-est de La Casa Nova. Està situada a l'esquerra del petit i curt torrent que baixa des del costat de llevant de la Casa Nova cap al torrent de la Baga de l'Om. Queda a sota mateix del camí que des de la Casa Nova s'adreça a les restes de la masia de l'Om.